# باول جينينغز (كاتب)
باول جينينغز (بالإنجليزية: Paul Jennings)‏ هو كاتب أمريكي، ولد في 1799، وتوفي في 1874.